# Tram UITE serie 1600
Le elettromotrici serie 1600 della UITE erano una serie di vetture tranviarie articolate utilizzate sulla rete tranviaria di Genova.

## Storia
Le elettromotrici articolate della serie 1600 furono ricavate dall'unione di vecchie vetture a due assi della serie 600 e da rimorchi della serie 400, anch'essi a due assi.
Le trasformazioni furono decise per poter disporre di vetture a grande capacità con un forte risparmio gestionale rispetto ad un complesso formato da motrice e rimorchio, che richiedeva la presenza di due bigliettai.
Il progetto, dovuto all'ingegnere Remigio Casteggini, fu realizzato dalle officine sociali UITE, e le vetture entrarono in servizio dal 1949 al 1951 in 78 unità complessive.
Le vetture furono poste in servizio sulle linee a maggior traffico del Ponente e delle valli Bisagno e Polcevera. Fra il 1958 e il 1960 ricevettero diversi miglioramenti all'equipaggiamento elettrico, ottenendo potenza e velocità più elevate.
Le vetture furono ritirate dal servizio nel 1964, durante la fase di rapida dismissione della rete tranviaria del capoluogo ligure. Furono tutte demolite entro l'anno successivo.

## Caratteristiche
Si trattava di vetture tranviarie articolate a due casse, con una configurazione piuttosto insolita: la cassa anteriore poggiava su un truck rigido a due assi, mentre quella posteriore su un carrello portante.
L'accesso posteriore era senza chiusura e restava sempre aperto. La presa di corrente, del classico tipo ad asta e rotella, era posta sulla semicassa posteriore.